# Skryta namiętność
Skryta namiętność (ang. Untamed Heart) – amerykański film obyczajowy z 1993 roku w reżyserii Tony’ego Billa.

## Fabuła
Film przedstawia Adama i Caroline, którzy pracują w tej samej restauracji. Są zupełnie inni, jak dwa bieguny magnesu - ona jest pewna siebie, a on nieśmiały i niepotrafiący przełamać się co do koleżanki. Wszystko odmienia się, kiedy Adam ratuje ją z poważnej opresji. Od tej pory ich kontakty zaczynają być coraz bliższe.